# Синдо (уезд)
Синдо (кор. 신도읍/薪島邑) — уезд в КНДР, входящий в состав северо-западной провинции Пхёнан-Пукто. Был выделен в 1991 году в результате административной реформы из соседнего уезда Йончхон, однако фактически был административно обособлен ещё в 1967 году.

## География
Уезд Синдо — это крайняя северо-западная часть Корейского полуострова. К востоку от него находится уезд Йончхон, к северу — Китайская Народная Республика.
Практически весь уезд размещается на острове Пидансум, лежащем в устье реки Ялуцзян при её впадении в Жёлтое море. К наибольшему острову, Пидансум, прилегают несколько островов поменьше — Сарисум, Канусум и Мунбакто, образующие архипелаг. Значительная часть всей территории представляет собой отвоёванную у моря сушу. Ландшафт здесь — аллювиальные поля наносов реки Ялуцзян.
В административном отношении уезд подразделяется на 1 город, 2 рабочих посёлка, и 1 деревню.

## Климат и экономика
Климат морской, влажный, умеренный. Основой экономики уезда является рыболовство, добыча морепродуктов (устрицы, креветки) и выращивание сельскохозяйственной продукции. В 2011 году КНДР и Китай договорились о создании на этой приграничной территории особой экономической зоны, однако после событий 2013 года, связанных с казнью в КНДР одного из руководителей республики, Чан Сон Тхэка, её реализация была заморожена.

## Транспорт
Основные перевозки и перемещения осуществляются водным путём, на острове Пидансум функционирует автобусное сообщение.